# Igor Stefanowski
Igor „Idze” Stefanowski (mac. Игор Стефановски, ur. 27 grudnia 1982) – macedoński kierowca wyścigowy.

## Kariera
Stefanowski rozpoczął karierę w wyścigach samochodowych w 2001 roku od startów Samochodowych Mistrzostwach Macedonii. Słabszy samochód nie pozwolił mu osiągnąć sukcesu. Po przesiadce do innego samochodu, w 2004 roku zdobył tytuł Mistrza Macedonii. Sukces ten powtórzył w latach 2006 i 2008 na drogach Macedonii.
W wyścigach górskich Stefanowski zadebiutował w 2003 roku w wyścigu Ponikva 2003, który ukończył na czwartej pozycji. W latach 2005-2007 Macedończyk zdominował mistrzostwa swojego kraju, zdobywając trzy tytuły z rzędu. Po sukcesach w kraju, w 2011 roku Igor Stefanowski poświęciła się startom w międzynarodowych mistrzostwach w wyścigach górskich. Już w pierwszym sezonie nowo utworzonego Pucharu SNP został mistrzem w klasie N. W 2012 roku został wicemistrzem grupy N w Mistrzostwach Europy Centralnej. W sezonie 2014 Macedończyk startował w Mistrzostwach Europy w Wyścigach Górskich w kategorii 1. Wystartował w czternastu wyścigach, spośród których siedem wygrał. Z przewagą 48,5 punktu zdobył tytuł mistrzowski.